# John Sturges
John Elliott Sturges (Oak Park, 3 januari 1910 – San Luis Obispo, 18 augustus 1992) was een Amerikaans filmregisseur.
Tussen 1932 en 1942 werkte John Sturges als assistent van de filmproducent David O. Selznick. Gedurende de Tweede Wereldoorlog maakte hij verschillende documentaires. Vervolgens legde hij zich toe op actiefilms en westerns. De films Bad Day at Black Rock (1955), Gunfight at the O.K. Corral (1957), The Magnificent Seven (1960) en The Great Escape (1963) gelden als de hoogtepunten van zijn oeuvre.
Sturges stierf in 1992 op 82-jarige leeftijd in San Luis Obispo in Californië.

## Filmografie
- 1946: The Man Who Dared
- 1946: Shadowed
- 1946: Alias Mr. Twilight
- 1947: For the Love of Rusty
- 1947: Keeper of the Bees
- 1948: The Sign of the Ram
- 1948: Best Man Wins
- 1949: The Walking Hills
- 1950: The Capture
- 1950: Mystery Street
- 1950: Right Cross
- 1950: The Magnificent Yankee
- 1951: Kind Lady
- 1951: The People Against O'Hara
- 1951: It's a Big Country
- 1952: The Girl in White
- 1953: Jeopardy
- 1953: Fast Company
- 1953: Escape from Fort Bravo
- 1955: Bad Day at Black Rock
- 1955: Underwater!
- 1955: The Scarlet Coat
- 1956: Backlash
- 1957: Gunfight at the O.K. Corral
- 1958: The Law and Jake Wade
- 1958: The Old Man and the Sea
- 1959: Last Train from Gun Hill
- 1959: Never So Few
- 1960: The Magnificent Seven
- 1961: By Love Possessed
- 1962: Sergeants 3
- 1962: A Girl Named Tamiko
- 1963: The Great Escape
- 1965: The Satan Bug
- 1965: The Hallelujah Trail
- 1967: Hour of the Gun
- 1968: Ice Station Zebra
- 1969: Marooned
- 1972: Joe Kidd
- 1973: Chino
- 1974: McQ
- 1976: The Eagle Has Landed